# Polovragi
Polovragi es una comuna ubicada en el distrito de Gorj, Rumania.

## Superficie
Cuenta con una superficie de 84,95 kilómetros cuadrados.

## Demografía
Hasta 2021 la población era de 2693 habitantes, con una densidad de población de 31,70 habitantes por kilómetro cuadrado.